# ALIVEHOON アライブフーン
『ALIVEHOON アライブフーン』は、2022年6月10日に公開された日本映画。監督は下山天、主演は野村周平。
eスポーツで日本一のレーサーの男性が、解散の危機に陥ったドリフトチームにスカウトされ、リアルドリフトの頂点を目指す様を描く。 
日本発祥のドリフトレースの世界をCGに頼らず、実車を用いた撮影を行い、リアルな映像で描いたカーアクション映画。
ロケ地は全編福島県内で撮影され、クライマックスシーンはドリフトの聖地と呼ばれたエビスサーキットの改修前の南コース（2021年に改修されダートの「新南コース」になる）で撮影された。
タイトルのALIVEHOON（アライブフーン）とは、ALIVE（生きる）とHOON（走り屋の俗語）から生まれた「今を生きる走り屋たち」を意味する造語。

## キャスト

### Team ALIVE（チーム・アライブ）
大羽紘一（おおば こういち）
演 - 野村周平
人付き合いは苦手だがゲームの才能は驚異的で、e-sportsで日本一を獲得している。
武藤夏実（むとう なつみ）
演 - 吉川愛
新人メカニック。明るく真っ直ぐな性格。紘一をスカウトしてくる。
武藤亮介（むとう りょうすけ）
演 - 陣内孝則
夏美の父で元トップレーサー。チームの監督。
葛西隆司（かさい りゅうじ）
演 - 本田博太郎
チーフメカニック。「伝説のチューナー」の称号を持つ。
田村孝
演 - きづき
メカニック。葛西に憧れ尊敬している。

### レーサー
小林総一郎（こばやし そういちろう）
演 - 青柳翔
ドリフト日本一の座を3年連続で守る。
柴崎快（しばさき かい）
演 - 福山翔大
若手では実力は抜群だが、金と名誉に執着し、勝つためには手段は選ばない。
齋藤太悟（本人役）
演 - 齋藤太吾
川畑真人（本人役）
演 - 川畑真人
土屋圭市（本人役）
演 - 土屋圭市
ドリフト界のカリスマ。

### ドライバー（カースタント）
大羽紘一レースカー実走
演 - 中村直樹
武藤夏実他ドリフト指導
演 - 久保川澄花
小林総一郎レースカー実走
演 - 横井昌志
柴崎快レースカー実走
演 - 北岡裕輔

### その他
檜山三郎
演 - モロ師岡
亮介の友人。紘一の元雇い主で、紘一の父親的存在。
チームスクリュー・オーナー
演 - 土屋アンナ
柴崎のスポンサー。一番でなければ価値がないと考える。
ドリフェス解説者
演 - 織戸学
ドリフェス実況
演 - にわつとむ
チャレンジカップ実況
演 - 勝又智也
eスポーツ実況
演 - スチュアート・オー
チームスクリュー・メカニック
演 - 平塚真介、柴田常吉
リポーター
演 - 渡里安衣

## スタッフ
- 監督・編集 - 下山天
- 脚本 - 作道雄、高明
- 主題歌 - NOISEMAKER「Hunter or Prey」[5]
- エグゼクティブプロデューサー・企画原案 -  影山龍司
- 監修 - 土屋圭市
- プロデューサー - 瀬木直貴、沢井正樹
- 撮影監督 - 清川耕史
- 音楽 - 吉川清之
- 配給 - イオンエンターテイメント
- 製作協力 - 電通
- 製作 -「アライブフーン」製作委員会（無限フィルムズ、福島民報社、コクーン、ソウルポート）
- 宣伝 - メリーサングルーバルエンターテイメント